# Радулович, Миодраг
Миодраг Радулович (черног. Miodrag Radulović; род. 23 октября 1967, Титоград) — югославский и черногорский футболист и тренер.

## Карьера

### Игровая карьера
Профессиональная карьера Миодрага Радуловича в качестве футболиста началось в 1991 году в команде «Хайдук» из города Кула. Позднее он играл за ещё одну югославскую команду «Земун» до 1994 года.
В кризисном для Югославии 1995 году, как и многие футболисты, переехал в другую страну и начал выступать за греческий клуб «Пиерикос». В составе «Пиерикоса» Радулович играл один сезон. В конце 1996 года его пригласил в свои ряды шведский клуб «Дегерфорс», и Радулович подписал контракт с «Дегерфорсом», в этом клубе в 1997 году завершил свою карьеру в качестве футболиста.

### В качестве тренера
Тренерская карьера Радуловича началась в клубе «Зета» из пригорода Подгорицы Голубовци, Черногория, где он работал два сезона. В сезоне 2003/04 возглавил футбольный клуб «Борац». В 2004 году возглавил олимпийскую сборную Сербии и Черногории. С 2005 по 2006 год работал главным тренером молодёжной сборной Сербии и Черногории. Сезон 2006/07 провёл в португальской «Боавиште» помощником. После португальского опыта вернулся на родину и работал с молодёжной сборной Черногории.
В 2010 году назначен главным тренером ташкентского «Пахтакора», с которым работал до середины сезона. После приглашения Миодрага Бо́жовича покинул пост главного тренера «Пахтакора» и уехал в Россию. Летом 2010 года стал помощником главного тренера Миодрага Бо́жовича в московском «Динамо». 21 апреля 2011 года на официальном сайте клуба объявили о расторжении контракта с Миодрагом Божовичем по взаимному соглашению сторон. В отставку ушёл и тренерский штаб: Миодраг Радулович, Веско Стешевич, Бранислав Джуканович. После неудачной карьеры в России вернулся на родину и сезон 2011/12 работал главным тренером черногорского клуба «Будучност». Под его руководством команда стала чемпионом страны.
В 2012—2013 годах тренировал кувейтский клуб «Казма». Летом 2013 был приглашен в казахстанский клуб ФК «Атырау». По окончании сезона ФК «Атырау» занял 8-е место, а Миодраг Радулович покинул команду. У черногорского специалиста было немало предложений из разных стран, однако до подписания контракта дело не дошло. Последними вариантами трудоустройства были египетский «Исмаили» и албанский «Кукеси». В Египет Радулович не поехал из-за нестабильной обстановки в стране, а с албанским клубом договориться не удалось. Четыре года был главным тренером Ливана, с которой вышел в финальную часть Кубка Азии. В апреле 2019 года возглавил Мьянму. В конце 2020 года возглавил сборную Черногории, в его штаб вошли ассистенты Миодраг Джудович и Срджан Кляевич, тренер вратарей Божидар Вуксанович и аналитик Ненад Станкович.

## Личная жизнь
Миодраг Радулович женат и имеет двух сыновей. Кроме черногорского языка, владеет сербским, английским, русским и греческим языком. Он также является одним из преподавателей школы тренеров УЕФА и Футбольного союза Черногории.

## Достижения

### В качестве тренера
- Чемпион Черногории: 2011/12 («Будучност»)